# 金融監管
金融監管（英語：Financial regulation）是行政法规的一種監督形式，它使金融机构受到某些要求、限制和準則的約束，主要是確保金融體系的穩定性和完整性。這可以經由政府或非政府组织處理。